# Csak egy lövés (film)
A Csak egy lövés (eredeti cím: Regarding Henry) 1991-ben bemutatott amerikai filmdráma, amelyet J. J. Abrams forgatókönyvéből Mike Nichols rendezett. A főszerepben Harrison Ford egy New York-i ügyvédet alakít, aki egy fejlövést túlélve küzd azért, hogy visszanyerje emlékezetét és beszédkészségét. További fontosabb szerepekben Annette Bening, Mikki Allen, Bill Nunn, Rebecca Miller, Bruce Altman és Elizabeth Wilson látható.

## Cselekmény
|  | Alább a cselekmény részletei következnek! |

Henry Turner egy gazdag, sikeres és etikátlan manhattani ügyvéd, akinek a munkája iránti megszállottsága miatt kevés ideje marad társasági életet élő feleségére, Sarah-ra és problémás, tizenéves lányára, Rachelre. Épp most nyert meg egy műhibaperben, amelyben egy kórházat védett egy felperessel szemben, aki azt állítja, hogy figyelmeztette az orvosokat egy már meglévő betegségére.
Egyik este Henry bemegy egy kisboltba cigarettát venni, ahol egy rabló kétszer meglövi. Az egyik golyó a jobb homloklebenyét, míg a másik a bal kulcscsont alatti artériát találja el, ami belső vérzést és részleges szívmegállást okoz.
Henry túléli a támadást, de az agya súlyosan károsodik, nem tud sem mozogni, sem beszélni, és retrográd amnéziában szenved. Egy ápolási intézetben egy Bradley nevű gyógytornász segítségével lassan visszanyeri mozgáskészségét és beszélni is újra megtanul. Henry felépülése anyagi terhet ró a családra. Hazatérve Henry szinte gyerekként viselkedik. Miközben új kapcsolatokat épít ki a családjával.
Sarah beíratja Rachelt egy városon kívüli elitiskolába, bár a lány most már vonakodik elmenni. Henry és Sarah egyre közelebb kerülnek egymáshoz. A korábbi munkája elismerése miatt Henry cége engedélyezi neki, hogy visszatérhessen dolgozni. Sarah azt javasolja, hogy költözzenek át egy kisebb, olcsóbb lakásba, mivel a cég lényegében csak alacsony szintű munkákat bíz rá, Henry rájön, hogy nem akar többé ügyvéd lenni. Egy vacsorapartin meghallják, hogy több "barátja" becsmérlő megjegyzéseket tesz rá.
Henry, amikor megtalálja egy volt kollégája leveleit, amit a feleségének Sarah-nak írt, amelyekben nyilvánosságra hozza, hogy viszonyuk volt, dühös lesz, és elhagyja otthonát. Közben rájön, hogy korábban neki is viszonya volt az egyik ügyvédtársával, Lindaval, és hogy a akarta hagyni Sarah-t.
Henry átadja a felperesnek az irodája által elhallgatott dokumentumokat, amelyek az ügyüket bizonyítják, és bocsánatot kér. Ezután felmond a cégnél. Henry kibékül Sarahval és elmennek a lányukért az iskolába. A lány örül, hogy a szüleivel lehet és ahogy elhagyják az épületet, eldobja az iskolai egyenruhás sapkáját.
|  | Itt a vége a cselekmény részletezésének! |

## Szereplők
| Szerep                    | Színész          | Magyar hang      |
| ------------------------- | ---------------- | ---------------- |
| Henry Turner              | Harrison Ford    | Reviczky Gábor   |
| Sarah Turner              | Annette Bening   | Kocsis Judit     |
| Bradley, fizikoterapeuta  | Bill Nun         | Vajda László     |
| Linda                     | Rebecca Miller   |                  |
| Bruce, Henry partnere     | Bruce Altman     | Gesztesi Károly  |
| Rachel Turner             | Mikki Allen      | Csondor Kata     |
| Jessica, Henry titkárnője | Elizabeth Wilson | Kassai Illona    |
| Charlie Cameron           | Donald Moffat    | Tolnai Miklós    |
| Dr. Sultan                | James Rebhorn    | Cs. Németh Lajos |
| Phyllis                   | Robin Bartlett   | Tóth Judit       |
| Italbolti fegyveres rabló | John Leguizamo   |                  |
| Igazgatóasszony           | Nancy Marchand   | Dallos Szilvia   |

## Forgatás
A filmet New York Cityben, White Plainsben és Millbrookban forgatták, a forgatás 1990. szeptember 14. és 1990. december 12. között zajlott.

## Fogadtatás és bevétel
A Csak egy lövés kritikai fogadtatása megosztónak mondható. A Rotten Tomatoes oldalán összegyűjtött kritikák alapján az harmincnégy kritikusból tizenhat pozitívan és tizennyolc kritikus negatívan nyilatkozott a filmről, ezzel 47%-os kritikai aránnyal rendelkezik.
A filmet 1991. július 12-én mutatták be az észak-amerikai mozik. Nyitóhétvégéjén csupán a hetedik helyen végzett. Megelőzték, a második hete bemutatott Terminátor 2. – Az ítélet napja (1991), az – újra bemutatott – 101 kiskutya (1961), a Fekete vidék (1991), a Holtpont (1991), a harmadik hete műsoron lévő Csupasz pisztoly 2 és 1/2 és az ötödik hete műsoron lévő Robin Hood, a tolvajok fejedelme című filmek. A közepesnek mondható nyitás ellenére összességében több mint 87,9 millió dollár értékben váltottak rá mozijegyet a világon.

## Fordítás
- Ez a szócikk részben vagy egészben  a   Regarding Henry című angol Wikipédia-szócikk fordításán alapul.  Az eredeti cikk szerkesztőit annak laptörténete sorolja fel. Ez a jelzés csupán a megfogalmazás eredetét és a szerzői jogokat jelzi, nem szolgál a cikkben szereplő információk forrásmegjelöléseként.